# Гудзева
Гудзева — гора высотой 425,6 метров над уровнем моря, в окрестностях города Новороссийска в 3 км западнее посёлка Владимировка и 6 км от села Гайдук.
Примечательна тремя вещами. В её окрестностях находится полуразрушенный дольменный комплекс. Также на её склоне расположен печально известный так называемый шламонакопитель, построенный ещё в советское время радиозаводом Прибой, куда свозились жидкие и твёрдые токсичные отходы гальванического производства и утилизировались вручную ртутьсодержащие лампы. Шламонакопитель по некоторым данным имеет в днище трещины, чем отравлял и отравляет постоянно верхние водоносные слои. С восточных склонов горы начинается река Цемес.